# Živa Domovina
Živa Domovina je bio hrvatski tjednik iz Zemuna. Pokrenuo ih je i uređivao Stjepan Radić tijekom svog boravka u Zemunu od 1900. do 1902. godine. Taj tjednik izlazio je samo 1901. pa je iz financijskih razloga prestao izlaziti. Bio je na meti bana Khuen-Héderváryja zbog žestokih kritika njegove vladavine. Redarstvo je urednika Radića htjelo izgnati iz Zemuna, ali se tomu energično suprotstavio odvjetnik Aleksandar Badaj, istaknuti član poglavarstva i Hrvatskog sabora. Radić je svoje članke iz Zemuna slao češkim listovima Hlas naroda, Narodni listy, Češka demokratice.